# 7547 Martinnakata
7547 Martinnakata eller 1979 MO4 är en asteroid i huvudbältet som upptäcktes den 25 juni 1979 av de båda amerikanska astronomerna Eleanor F. Helin och Schelte J. Bus vid Siding Spring-observatoriet. Den är uppkallad efter Martin Nakata.
Asteroiden har en diameter på ungefär 3 kilometer.